# Anže Ravbar
Anže Ravbar, né le 11 mai 2005 à Novo Mesto, est un coureur cycliste slovène. Il est membre de l'équipe continentale UAE Emirates Gen-Z. 

## Biographie
Anže Ravbar commence le cyclisme en 2015 pour imiter son frère aîné, qui a lui-même pratiqué ce sport. Après une saison perturbée par une blessure à un genou, il devient champion d'Europe sur route juniors en 2023,. La même année, il finit troisième d'une étape de la Course de la Paix juniors, ou encore neuvième du Giro della Lunigiana, sous les couleurs de sa sélection nationale. 
Grâce à ses performances, il signe un contrat avec l'équipe de développement d'UAE Emirates, qu'il rejoint en 2024. Souvent équipier, il est promu à plusieurs reprises dans l'effectif World Tour d'UAE, notamment pour disputer le Tour de Slovénie. Il parvient également à terminer deuxième du championnat de Slovénie du contre-la-montre espoirs, ou encore troisième d'une étape du Sharjah Tour. 
En mai 2025, il s'impose au sprint sur une étape de la Course de la Paix espoirs, avec la délégation slovène.

## Palmarès et résultats

### Par année
- 2022
  -  Champion de Slovénie de poursuite par équipes juniors[6]
  -  Champion de Slovénie de vitesse par équipes juniors[6]
  -  Champion de Slovénie de la montagne juniors[7]
  - 3e du championnat de Slovénie de course aux points juniors[6]
- 2023
  -  Champion d'Europe sur route juniors
  - 4e étape de l'Alpe Adria Tour
- 2024
  - 2e du championnat de Slovénie du contre-la-montre espoirs
- 2025
  - 2e étape de la Course de la Paix-Grand Prix Jeseníky
  - 3e du championnat de Slovénie sur route espoirs

### Classements mondiaux
| Année                                 | 2024  |
| ------------------------------------- | ----- |
| Classement mondial                    | 1681e |
| UCI Europe Tour                       | 1069e |
|                                       |       |
| Légende : nc = non classéSource : UCI |       |